# ثابت کاتالان
در ریاضیات، ثابت کاتالان G تعریف می‌شود با
{\displaystyle G=\beta (2)=\sum _{n=0}^{\infty }{\frac {(-1)^{n}}{(2n+1)^{2}}}={\frac {1}{1^{2}}}-{\frac {1}{3^{2}}}+{\frac {1}{5^{2}}}-{\frac {1}{7^{2}}}+{\frac {1}{9^{2}}}-\cdots ,}
که β تابع بتا دیریکله است. مقدار عددی آن تقریباً (دنباله A006752 در OEIS) است:
G = ۰٫۹۱۵۹۶۵۵۹۴۱۷۷۲۱۹۰۱۵۰۵۴۶۰۳۵۱۴۹۳۲۳۸۴۱۱۰۷۷۴…
آیا ثابت کاتالان گنگ است؟ اگر چنین است، آیا متعالی است؟
معلوم نیست که G عدد گنگ باشد، چه رسد به متعالی. G «را بی‌شک اساسی‌ترین ثابتی خوانده‌اند که گنگ و تعالی بودن آن (اگرچه شدیداً مشکوک باشد) ثابت نشده‌است».
ثابت کاتالان به نام اوژن شارل کاتالان نامگذاری شد، وی سری سریعاً-همگرا را برای محاسبه آن پیدا کرد و در سال ۱۸۶۵ خاطرات آن را منتشر کرد.

## کاربرد
در توپولوژی بعد-پایین، ثابت کاتالان ۱/۴ حجم یک هشت وجهی ایده‌آل هذلولی و در نتیجه ۱/۴ حجم هذلولی مکمل پیوند وایتهد است. ۱/۸ حجم مکمل حلقه‌های بورومین است.
در مکانیک‌های آماری و ترکیبیاتی، این امر در ارتباط با شمارش کاشی‌کاری‌های دومینو، درختان پوشا، و چرخه‌های همیلتونی نمودارهای شبکه ایجاد می‌شود.
در نظریه اعداد، ثابت کاتالان در یک فرمول حدس زده شده برای تعداد مجانب اعداد اول شکل {\displaystyle n^{2}+1} ظاهر می‌شود مطابق حدس هاردی و لیتل‌وود اف. با این حال، این که حتی بی‌نهایت از اعداد اول این شکل وجود دارد، این یک مسئله حل نشده‌است (یکی از مشکلات لاندائو).
ثابت کاتالان همچنین در محاسبه پخش جرم کهکشانهای مارپیچی ظاهر می‌شود.

## ارقام شناخته شده
در طول دهه‌های گذشته تعداد ارقام شناخته شده ثابت کاتالان G به طرز چشمگیری افزایش یافته‌است. این امر هم به دلیل افزایش عملکرد رایانه‌ها و هم به دلیل پیشرفت‌های الگوریتمی است.
| تاریخ           | رقم اعشار    | محاسبه انجام شده توسط        |
| --------------- | ------------ | ---------------------------- |
| ۱۸۳۲            | ۱۶           | توماس کلاوزن                 |
| ۱۸۵۸            | ۱۹           | کارل یوهان دانیلسون تپه      |
| ۱۸۶۴            | ۱۴           | اوژن شارل کاتالان            |
| ۱۸۷۷            | ۲۰           | جیمز دبلیوال گلیشر           |
| ۱۹۱۳            | ۳۲           | جیمز دبلیوال گلیشر           |
| ۱۹۹۰            | ۲۰۰۰۰        | گِرِگ جی. فی                   |
| ۱۹۹۶            | ۵۰۰۰۰        | گِرِگ جی. فی                   |
| ۱۴ اوت ۱۹۹۶     | ۱۰۰۰۰۰       | گِرِگ جی. فی و سیمون پلوف      |
| ۲۹ سپتامبر ۱۹۹۶ | ۳۰۰۰۰۰       | توماس پاپانیکولائو           |
| ۱۹۹۶            | ۱۵۰۰۰۰۰      | توماس پاپانیکولائو           |
| ۱۹۹۷            | ۳۳۷۹۹۵۷      | پاتریک دمیشل                 |
| ۴ ژانویه ۱۹۹۸   | ۱۲۵۰۰۰۰۰     | خاویر گوردون                 |
| ۲۰۰۱            | ۱۰۰۰۰۰۵۰۰    | خاویر گوردون و پاسکال سبا    |
| ۲۰۰۲            | ۲۰۱۰۰۰       | خاویر گوردون و پاسکال سبا    |
| اکتبر ۲۰۰۶      | ۵۰۰۰         | شیگرو کوندو و استیو پالیارلو |
| اوت ۲۰۰۸        | ۱۰۰۰۰        | شیگرو کوندو و استیو پالیارلو |
| ۳۱ ژانویه ۲۰۰۹  | ۱۵۵۱۰۰۰۰     | الکساندر جی و ریموند چان     |
| ۱۶ آوریل ۲۰۰۹   | ۳۱۰۲۶۰۰۰     | الکساندر جی و ریموند چان     |
| ۷ ژوئن ۲۰۱۵     | ۲۰۰۰۰۰۰۰۱۱۰۰ | رابرت جی ستتی                |
| ۱۲ آوریل ۲۰۱۶   | ۲۵۰۰۰۰       | رون واتکینز                  |
| ۱۶ فوریه ۲۰۱۹   | ۳۰۰۰۰۰       | تیزین هانسلمان               |
| ۲۹ مارس ۲۰۱۹    | ۵۰۰۰۰۰       | مایک آ و ایان کاترس          |
| ۱۶ ژوئیه ۲۰۱۹   | ۶۰۰۰۰۰۱۰۰    | سونگمین کیم                  |
| ۱۶ ژوئیه ۲۰۱۹   | ۶۰۰۰۰۰۱۰۰    | رابرت رینولدز                |

## بیشتر خواندن
- Adamchik, Victor (2002). "A certain series associated with Catalan's constant". Zeitschrift für Analysis und ihre Anwendungen. 21 (3): 1–10. doi:10.4171/ZAA/1110. MR 1929434. Archived from the original on 16 March 2010. Retrieved 29 April 2021.
- Fee, Gregory J. (1990). "Computation of Catalan's Constant Using Ramanujan's Formula".  In Watanabe, Shunro; Nagata, Morio (eds.). Proceedings of the International Symposium on Symbolic and Algebraic Computation, ISSAC '90, Tokyo, Japan, August 20-24, 1990. ACM. pp. 157–160. doi:10.1145/96877.96917. ISBN 0-201-54892-5. S2CID 1949187.
- Bradley, David M. (1999). "A class of series acceleration formulae for Catalan's constant". The Ramanujan Journal. 3 (2): 159–173. arXiv:0706.0356. doi:10.1023/A:1006945407723. MR 1703281.
- Bradley, David M. (2007). "A class of series acceleration formulae for Catalan's constant". The Ramanujan Journal. 3 (2): 159–173. arXiv:0706.0356. Bibcode:2007arXiv0706.0356B. doi:10.1023/A:1006945407723.